# 下浜
下浜（しもはま）は、秋田県秋田市西部地域にある地区（広域地名）。郵便番号は下浜桂根010-1501、下浜長浜010-1502、下浜羽川010-1503、下浜名ケ沢010-1504、下浜八田010-1505、下浜楢田010-1506。人口は1,836人（2020年10月1日現在、住民基本台帳人口調査による）。
本項では、1954年(昭和29年)10月1日に秋田市へ編入された旧由利郡下浜村についても併せて解説する。

## 地理
秋田市の西部に位置する。東を秋田市雄和、西を日本海、南を由利本荘市岩城、北を秋田市浜田に接しており、平成の大合併により秋田市が旧雄和町・旧河辺町を編入するまでは、秋田市の最南端であった地域である(現在の秋田市最南端は雄和萱ケ沢地区)。
日本海に面し、北西には男鹿市の寒風山を見ることができる。天気の良い日は、南に鳥海山の姿も見える。一般に海沿いに面した地域ばかりがクローズアップされがちであるが、山間の八田地区や名ケ沢地区、雄物川に面する楢田地区も下浜地域に属している。山間の地域ではホタルの生息も確認されており、自然豊かな地域である。
現在の下浜地域は、国道沿いの羽川・長浜・桂根、山間の名ケ沢・八田・楢田の6地区で構成される。羽川・長浜・桂根・名ケ沢地区と八田・楢田地区は、羽川・名ケ沢地区から八田・楢田地区に通じる県道があるものの、国見山で地域同士が分断され、双方の地域を行き来する公共交通が存在しない。学区についても、前者が下浜学区、後者が豊岩学区であり、地区同士の結びつきは強くない。
地域全体で過疎化も進んでおり、秋田市に編入された1954年(昭和29年)には4,078人いた人口が、2009年(平成21年)6月には2,343人、2017年(平成27年)には2,060人、2020年(令和2年)には1,836人にまで減少している。2006年(平成18年)には八田小学校が児童数の減少から豊岩小学校へ統合されたほか、下浜小学校の児童数も減少の一途を辿っており、昭和初期の多い頃には470人程度いた全校児童が、近年は100人を切るまでに減少している。2023年(令和5年)には下浜中学校が豊岩中学校とともに秋田西中学校に統合された。

### 河川
- 境川
- 鮎川
  - 横川
- 八田川

### 海洋
- 日本海

## 歴史
現在は秋田市に属している下浜であるが、かつては久保田藩（秋田藩）ではなく亀田藩領であった。下浜地域には当時、羽根川・長浜・桂根・名ケ沢・八田・楢田の6村が存在し、これに赤平・君ヶ野・内道川・道川・二古・勝手の6村（現在の由利本荘市岩城地域）を加えた12村が「下浜郷」と呼ばれていた。このことと由利郡上浜村（現在のにかほ市象潟町上浜）と照応することから、明治の大合併時に成立した新村が「下浜村」と命名された。

### 沿革
- 1871年8月29日（明治4年7月14日） - 廃藩置県により亀田藩が亀田県となった。
- 1871年12月13日（明治4年11月2日） - 亀田県が秋田県に編入された。
- 1873年（明治6年）3月 - 大区小区制の改正が行われた。下浜を含む旧亀田藩領は第4大区6小区に分類され、6小区の扱所は亀田町に置かれた。
  - 赤平村は他の町村と連合し、戸長役場は亀田町に置いた。
  - 君ヶ野・内道川・道川・二古・勝手の5村で連合し、戸長役場は道川村に置いた。
  - 長浜・羽根川・桂根・名ケ沢・八田・楢田の6村で連合し、戸長役場は長浜村に置いた。
- 1889年（明治22年）4月1日 - 町村制施行に伴い、長浜村・羽根川村・桂根村・名ケ沢村・八田村・楢田村が合併して由利郡下浜村が発足。旧6村は大字となる。
  - 県が作成した新町村区画の原案に各村が賛成し、そのまま施行された[4]。
- 1893年（明治26年）4月1日 - 羽川郵便局(現在の下浜郵便局)が開局。
- 1920年（大正9年）2月22日 - 下浜駅が開業。
- 1954年（昭和29年）10月1日 - 南秋田郡太平村・外旭川村・飯島村・下新城村・上新城村、河辺郡浜田村・豊岩村・仁井田村・四ツ小屋村・上北手村・下北手村とともに秋田市へ編入された。旧6大字は「下浜」を冠した上で秋田市の大字となる。
- 1962年（昭和37年）9月30日 - 桂根信号場を設置。
- 1987年（昭和62年）4月1日 - 桂根信号場が桂根駅に昇格。
- 2006年（平成18年）3月31日 - 八田小学校が豊岩小学校に統合される。
- 2020年（令和2年）3月14日 - 下浜道路(下浜サンセットロード)が開通。
- 2023年（令和5年）3月31日 - 下浜中学校が豊岩中学校とともに秋田西中学校に統合される。

### 地名の変遷
地内で住居表示実施やその他に伴う町名・字名の変更は行われていない。

## 史跡

### 本敬寺（ほんきょうじ）
浄土真宗大谷派。下浜長浜荒郷屋138。当初、秋田市勝平に創建されたが、1616年、現在地に移転創建された。越前の戦国大名である朝倉義景の子孫で、本願寺の蓮如と関わりのあった朝倉道景が開山の祖とされる。現在も、同寺の宝物殿には蓮如の宝物が納められている。

### 珠林寺（しゅりんじ）
曹洞宗。下浜羽川字寺ノ下22。1395年(応永2年)に、道元禅師第八代目直翁貴機が創建したとされる。道元禅師第八代目直翁貴機は、松尾芭蕉が訪れたことで知られる、にかほ市象潟町象潟島の蚶満寺をはじめ、秋田県内で十一寺を開山しており、当寺はその一つ。由利十二頭の一人、羽川氏の菩薩寺と言われている。なお、同寺に属する堂宇として、金毘羅尊天が近隣にある。亀田領三十三観音霊場第二十七番札所。

### 羽川古館・新館（はねかわふるだて・しんだて）
前述の羽川氏が居城したとされる城郭で、羽川地区に存在した。羽川氏は、新田義貞の血筋で、応永年間に当地に入部し、鮎川流域を支配したとされている。築城時期は不明であるが、当初、羽川古館が、菩薩寺である珠林寺に程近い、現在の秋田県道240号川添下浜停車場線近くに築城された。その後、戦国期になると、羽川新館が羽川古館南西側の丘陵に築城された（古館は、新館が築城された際に廃城したものと考えられている）。羽川新館はいわゆる平山城と呼ばれるタイプの城郭で、「韮山館」とも呼ばれた。「韮山館」と呼ばれるようになったのは、天正年間に城主だった羽川小太郎義稙が土塁に韮を植え、敵が滑りやすいようにしたためと言われている。1588年(天正16年)に、亀田地区に赤尾津城を築城した赤尾津氏の謀略によって落城、以後は赤尾津氏の属城になったとされている。現在、当時の建物は一切残っていないが、新館の跡地は公園として東屋等が整備され、往時を偲ぶことが出来る。なお、古館の跡地は林となっている。

## 観光

### 下浜海水浴場
出戸浜や釜谷浜と並んで、県下最大級の海水浴場である。また、交通の便が良いため、夏には、地元のみならず、他県からも海水浴客が押し寄せる。透明度は、全国でも上位である。

## 行政機関・学校
- 秋田市下浜地区コミュニティセンター
- 秋田市立下浜小学校
  - 秋田市下浜児童室
- 秋田市立豊岩小学校（当地域の学校ではないが、八田・楢田地区が豊岩学区である）
  - 秋田市豊岩児童室
- はねかわ保育所

### かつてあった施設
- 秋田市立八田小学校
- 秋田市立下浜中学校
- 秋田市立豊岩中学校（当地域の学校ではないが、八田・楢田地区が豊岩学区である）

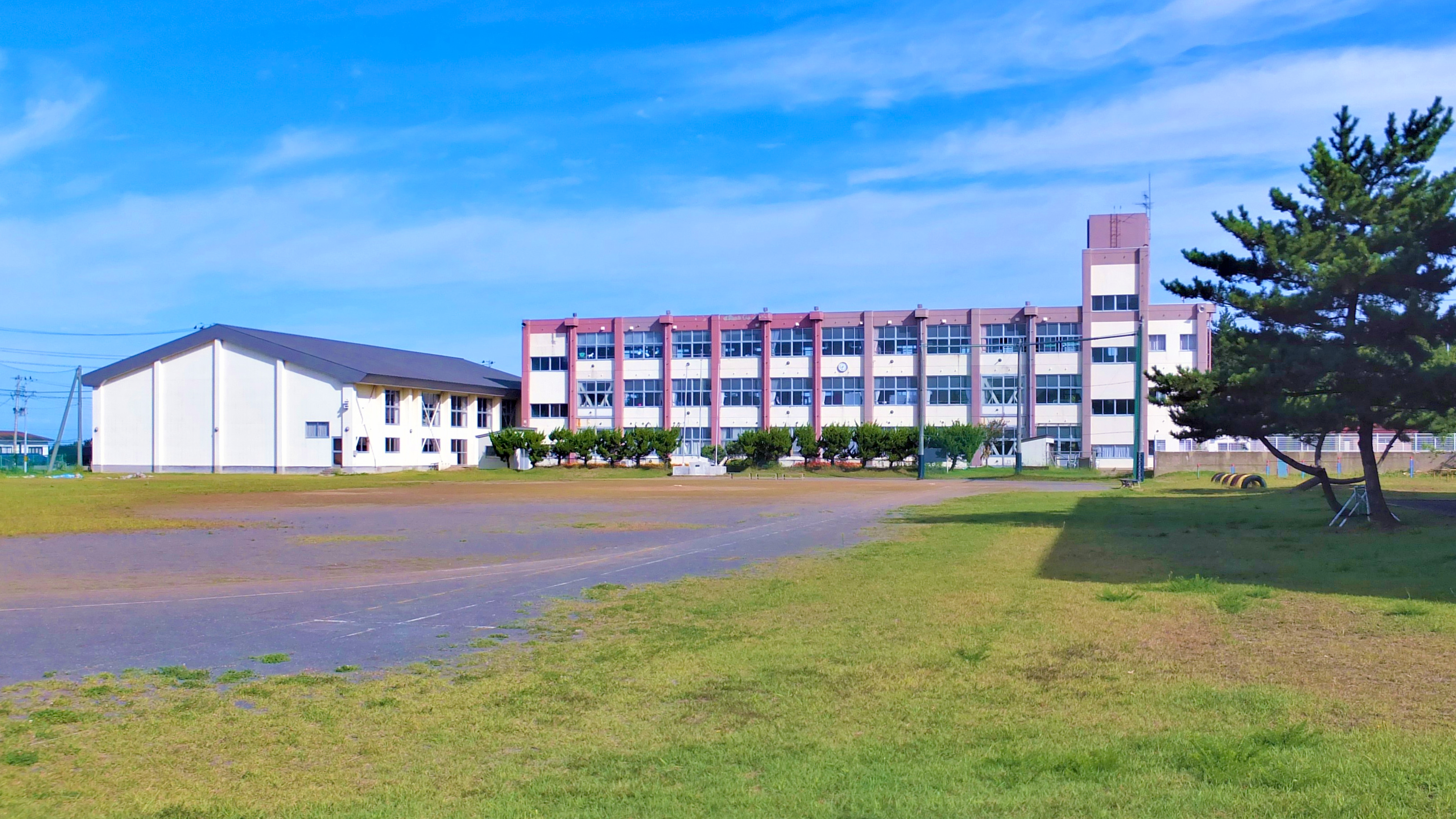
秋田市立下浜小学校
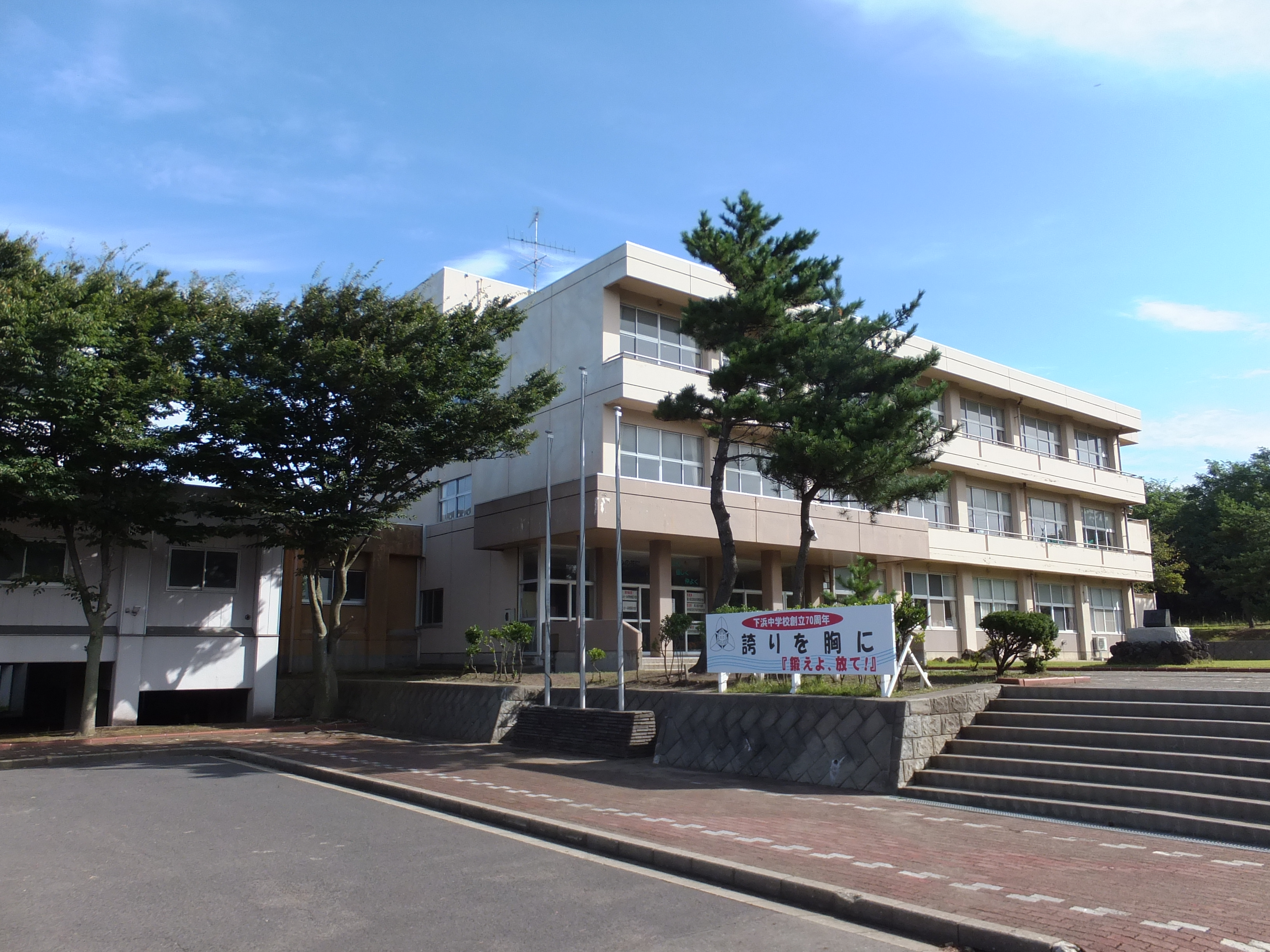
秋田市立下浜中学校

## 交通
当地域の西側に主要な交通（国道7号、JR羽越本線）が集中している。なお、八田地区や名ケ沢地区内を日本海東北自動車道が通っているが、インターチェンジ等は特に設置されていないため、乗り降りすることは出来ない。

### 鉄道
- 東日本旅客鉄道
  - 羽越本線：下浜駅 - 桂根駅

### 一般国道
- 国道7号
  - 下浜道路

### 主要地方道
- 秋田県道56号秋田天王線
- 秋田県道65号寺内新屋雄和線

### 一般県道
- 秋田県道240号川添下浜停車場線

### バス
- 秋田中央トランスポート
  - 秋田市マイタウン・バス西部線下浜コース
    - 桂根一区 - 桂根二区 - 大山 - 長浜 - 本敬寺前 - 高安森 - 下浜駅前 - 下浜小学校前 - 陽光台 - 羽川保育所前 - 古堂 - 妙見神社前 - 羽川公民館前 - 羽川 - 神田橋 - 弥兵衛橋 - 田中 - 白幡 - 名ケ沢入口 - 中村 - 名ケ沢

  - 秋田市マイタウン・バス西部線豊岩コース
    - 楢田入口 - 楢田 - （雄和下黒瀬） - 石崎 - 赤坂 - 八田公民館前 - 八田上丁
- 羽後交通
  - 急行 秋田本荘線
    - 長浜 - 下浜駅前 - 羽川入口

## 施設

### 羽川
- 下浜駅
- 下浜郵便局
- 珠林寺
- コスモ工機秋田工場
- 羽川公民館
- 東北電力ネットワーク羽川変電所

### 長浜
- 長浜公民館
- 本敬寺

### 桂根
- 桂根駅
- リーテックス秋田工場

### 八田
- 八田地域運動広場(八田小学校跡地)

## 出身者
- 森幹太 (俳優)
- あゆかわのぼる（詩人、エッセイスト）